# Ludvik Novak (salezijanski duhovnik)
Ludvik Novak, slovenski salezijanski duhovnik, * 5. september 1906, Dolnje Vreme, † 17. november 1943, Padež.

## Življenje
Nižjo gimnazijo je obiskoval v Veržeju (salezijanski zavod), višjo pa na Radni in na Rakovniku v Ljubljani. Med letoma 1927 in 1929 je opravljal vojaško dolžnost. Nato je od leta 1930 do 1934 študiral bogoslovje. 8. julija 1934 je v ljubljanski stolnici prejel mašniško posvečenje, novomašno slovesnost je zaradi italijanske okupacije opravil na Rakovniku v Ljubljani. 
Najprej je služboval na Radni pri Sevnici (1934 - 1937), nato v mladinskem domu na Kodeljevem v Ljubljani. 
Leta 1943 so ga zajeli partizani, prijel naj bi ga aktivist Rado Pišot - Sokol. Ta naj bi ga privedel pred politkomisarja Leona Klemenčiča, nato je bil po zaslišanju zaprt v hlevu »pri Papovih« (hišna številka 15). Gospodar je obvestil takratnega župnijskega upravitelja v Kozjanah Franca Koritnika, a so se nato partizani z ujetnikom umaknili. Ustreljen naj bi bil 17. novembra v Padežu pod Vremščico in ga tam zakopali na travniku. Pozneje so domači njegovo truplo skrivaj prenesli v Vreme. 